# Marcin Luter
Marcin Luter (niem. Martin Luther; ur. 10 listopada 1483 w Eisleben, zm. 18 lutego 1546 tamże) – niemiecki duchowny chrześcijański i tłumacz, doktor teologii. Zainicjował reformację jako katolicki prezbiter w zakonie augustianów. Po wydaleniu z Kościoła katolickiego stał się współtwórcą wczesnej postaci protestantyzmu zwanej luteranizmem.
Pisał katechezy i polemiki z Kościołem katolickim takie jak Postylla domowa, Mały i Duży katechizm, Artykuły szmalkaldzkie i 95 tez, w których potępiał m.in. sprzedaż odpustów – odrzucał możliwość kupienia łaski bożej. Głosił hasła nazywane pięcioma zasadami protestantyzmu: jedynie Pismo, jedynie wiara, jedynie łaska, jedynie Chrystus, jedynie Słowo (łac. sola scriptura, sola fide, sola gratia, solus Christus, solum Verbum). Kościół katolicki ekskomunikował Lutra i jego zwolenników w 1521.
Inna twórczość Lutra to:
- Biblia Lutra – przekład Biblii na język niemiecki, utworzony z grupą współpracowników;
- pieśni kościelne, w tym ewangelicki hymn Warownym grodem jest nasz Bóg;

Kościoły protestanckie uznają Lutra za bohatera wiary, reformatora i odnowiciela Kościoła. Kościoły anglikańskie zaliczają go do grona świętych, obchodząc jego wspomnienie w rocznicę śmierci, 18 lutego. Część teologów katolickich i hierarchii kościelnej widzi w nim teologa sprzeciwu wobec starego porządku wiary katolickiej, prowadzącego do anarchii kościelnej, którego nauczanie zawierało zarówno słuszne postulaty, uznane przez Sobór watykański II, jak i błędy dogmatyczne.

## Życiorys

### Młodość

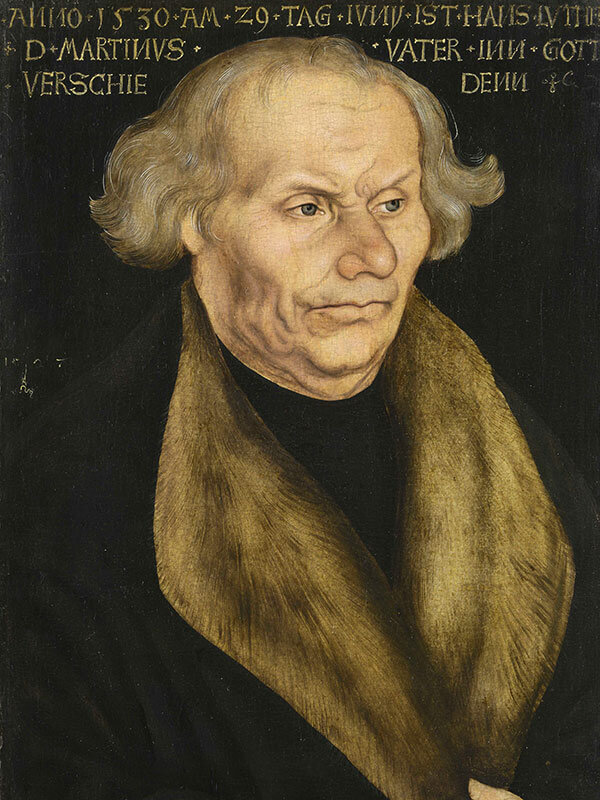
Hans Luder

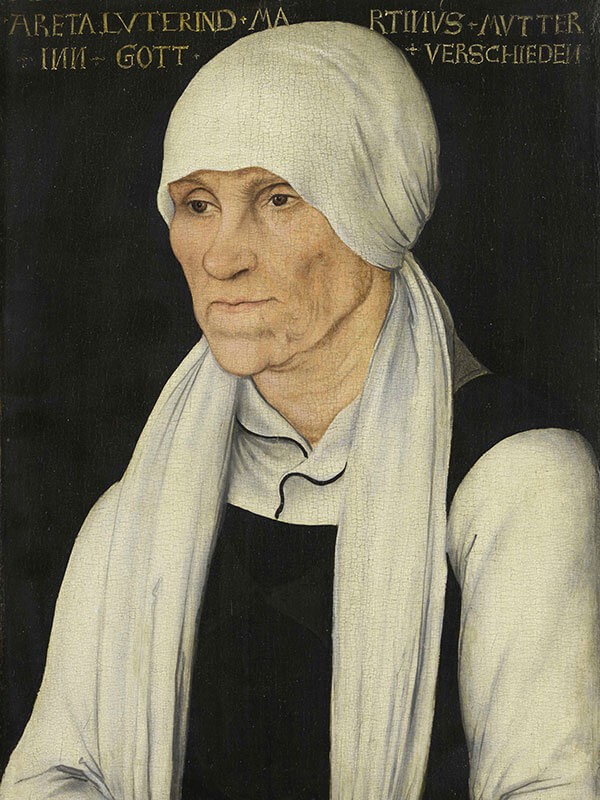
Margarethe Luder

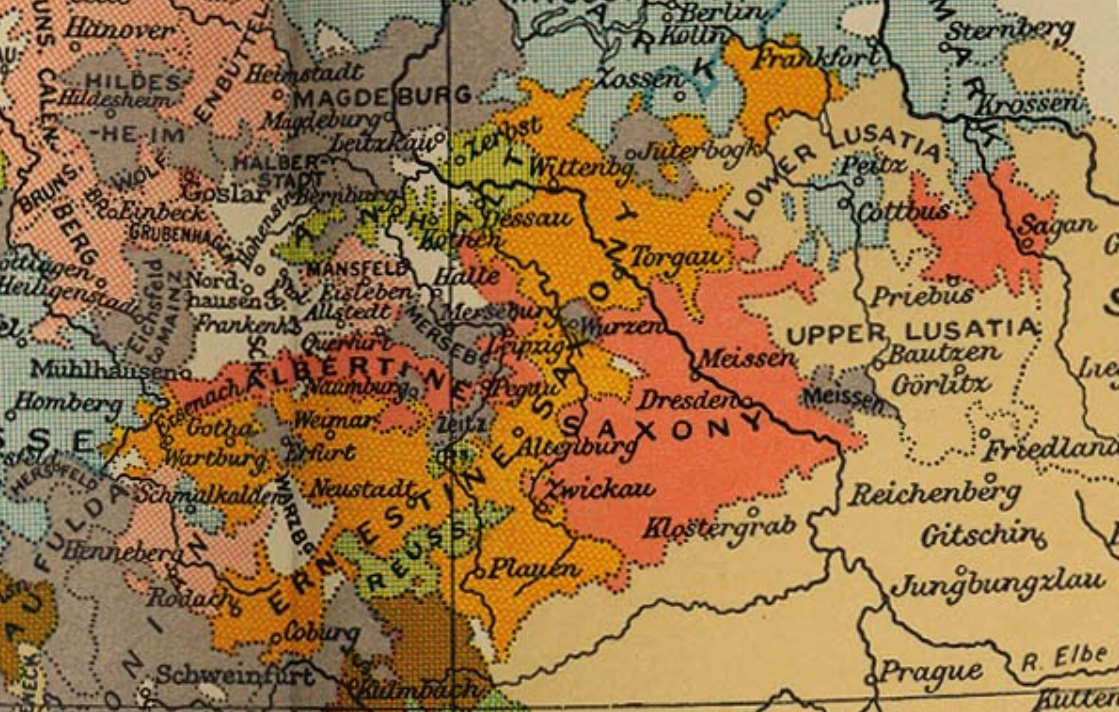
Region związany z Lutrem w 1519 roku. Hrabstwo Mansfeld z miejscem urodzenia Eisleben widoczne jest pośrodku mapy, a ernestyński elektorat Saksonii ze stolicą w Wittenberdze jest w kolorze pomarańczowym.

#### Dzieciństwo i stosunki z rodzicami
Rodzice Marcina, Hans Luder wraz z żoną Małgorzatą, ze względów ekonomicznych musieli opuścić rodzinną wieś, gdzie od wielu lat należeli do tzw. dziedzicznych czynszowników. Udali się do Turyngii, ośrodka górnictwa i hutnictwa, gdzie Hans zaczął zarabiać na utrzymanie rodziny początkowo jako górnik, a następnie jako hutnik. Rodzice przez pewien czas mieszkali w Eisleben, gdzie urodził się przyszły reformator. Z czasem przeprowadzili się do Mansfeld, gdzie po dorobieniu się niewielkiego majątku Hans Luder stał się właścicielem pieca hutniczego. Lepsza sytuacja materialna umożliwiła mu kształcenie syna. Ojciec Marcina Lutra chciał, by ten został prawnikiem.
12 marca 1488 roku, gdy ukończył 4 i pół roku, prawdopodobnie zaczął chodzić do szkoły, czego nigdy dobrze nie wspominał. Do 1505 roku miał czterech braci i tyleż samo sióstr.
Wprawdzie Luter wspominał, że jego ojciec był „wesołym kompanem, zawsze skorym do żartów i rozrywki”, jednak rodziców charakteryzował jako surowych do tego stopnia, że ojciec zbił go aż do krwi za kradzież orzecha. J.M. Todd podaje, że Luter darzył ojca szacunkiem połączonym z lękiem, wnioskując, że charakterystyka duchowych relacji z Jezusem była odzwierciedleniem jego stosunków z ojcem. Uważa się powszechnie, że miał dość dobre dzieciństwo, nieodróżniające się od innych. Wyrastał w atmosferze religii praktykowanej w sposób raczej powierzchowny i rytualny, co w dorosłym życiu surowo potępił.
Oszczerstwo przypisywane polemiście katolickiemu Johannesowi Cochläusowi głosiło, że matka Lutra była służącą w łaźni, a Marcin był owocem jej związku z diabłem.
Według Detricha Emme wszystko wskazuje na to, że w tym czasie Marcin Luter miał żonę i dziecko. Sugerują to wypowiedzi Heronymusa Dungersheima, jedno z kazań Marcina Lutra z 1526 oraz mowy biesiadne – przez niektórych kwestionowane jako rzetelne – w których mówił jak trudna była to dla niego rozłąka.

#### Studia
Po odbyciu edukacji w szkole miejskiej w Mansfeld i szkoły parafialnej w Eisenach, na przełomie kwietnia i maja 1501 roku, w wieku osiemnastu lat Marcin rozpoczął studia na uniwersytecie w Erfurcie, początkowo na wydziale nauk wyzwolonych, które ukończył w styczniu 1505 jako magister filozofii, a następnie od 20 maja, zgodnie z życzeniem ojca kontynuował je na wydziale prawa. Wybór Erfurtu jako miejsca edukacji wiązał się z tym, że pomimo iż do Lipska było z Mansfeld bliżej, to założony na wzór uniwersytetu praskiego Uniwersytet w Erfurcie był w tamtych czasach sławniejszy, zaś szczególnie dobrą sławą cieszył się wydział prawniczy, a taką karierę wybrał dla swojego syna Hans Luder. Erfurcki uniwersytet był nowoczesną uczelnią – rozwijała się na nim tzw. via moderna, nowa szkoła nominalizmu, silne były też wpływy humanizmu. Ockhamistami i nominalistami byli nauczyciele filozofii Lutra, Bartholomäus Arnoldi z Usingen i Jodocus Trutfetter z Eisenach.

### Życie klasztorne

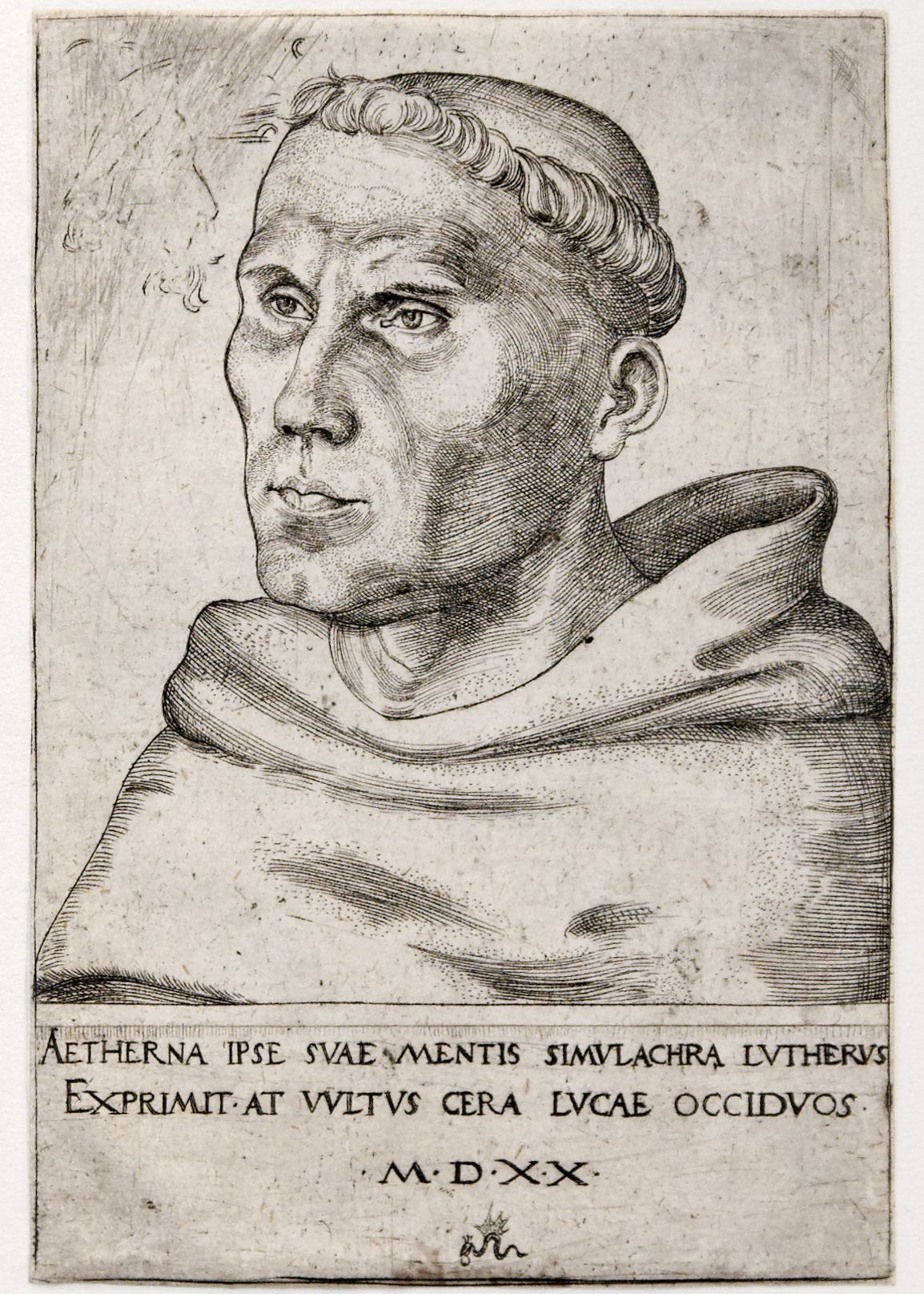
Popiersie M. Lutra

17 lipca 1505 roku Marcin Luter wstąpił do zakonu augustianów. Bezpośrednią przyczyną decyzji było – według jego własnej relacji – ślubowanie, które złożył w śmiertelnej trwodze 2 lipca tegoż roku, powalony na ziemię piorunem podczas burzy pod Stotternheim. Z pewnością poprzedzały ją wcześniejsze duchowe rozterki. Motywacje Lutra nie są dokładnie znane, istnieje wokół nich wiele spekulacji. Domniemuje się, że znaczący wpływ miała świadomość osobistej grzeszności i obawa przed Sądem Ostatecznym (podsycana przez literaturę i sztukę religijną), podczas gdy życie zakonne oferowało możliwość osiągnięcia moralnej doskonałości i zapewnienia sobie łaski Bożej.
Inne przyczyny wstąpienia do klasztoru przedstawia niemiecki prawnik Dietrich Emme w książce „Marcina Lutra droga do klasztoru”. Według jego ustaleń (m.in. na podstawie mów biesiadnych Lutra zapisanych przez współbiesiadników), tenże wstąpił do klasztoru, aby uniknąć procesu, grożącego mu w następstwie pojedynku z przyjacielem, który poniósł śmierć w jego wyniku. Pozostając w zakonie nie mógł być ścigany, gdyż chronił go tzw. azyl kościelny. Emme twierdzi, iż „wielu badaczy stoi na stanowisku, że nie należy podważać tradycyjnego obrazu Lutra, aby nie narażać na niebezpieczeństwo ekumenicznego dialogu Kościołów”. Tezy Emme nie zostały przyjęte przez badaczy Lutra, zarówno ewangelickich, jak i katolickich, ze względu na brak solidnych dowodów. Reprezentujący stanowisko katolickie Otto Hermann Pesch uważa, że Emme jest głuchy na krytykę i wydobywa swoje argumenty z „kontrreformacyjnego lamusa”.
Zdaniem Grzegorza Kucharczyka decyzja wstąpienia do klasztoru była raczej wynikiem impulsu niż dojrzałej refleksji. Luter miał powiedzieć: „Zostałem mnichem wbrew ojcu, matce, Bogu i diabłu”. Wybór padł na klasztor augustianów eremitów o najsurowszej regule. Po odbyciu postulatu i nowicjatu, 4 kwietnia 1507 przyjął święcenia kapłańskie w katedrze w Erfurcie, a mszę św. prymicyjną odprawił 2 maja, przystępując do ołtarza z wielką trwogą, wynikającą ze świadomości stawania przed obliczem Boga, jednocześnie dopuszczając się kilku uchybień liturgicznych. Przybyły na uroczystość ojciec, podczas obiadu chłodno wypomniał synowi nieposłuszeństwo jego woli. W 1508 Luter został przeniesiony do klasztoru w Wittenberdze, obejmując stanowisko wykładowcy filozofii moralnej na nowo założonym uniwersytecie. Jednocześnie kontynuował studia teologiczne. Młody uniwersytet był bardziej zróżnicowany teologicznie niż jednoznacznie nominalistyczny Uniwersytet w Erfurcie. Kolega Lutra, Andreas Karlstadt był tomistą, podobnie jak Staupitz, który pozostawał także pod wpływem mistyki niemieckiej. Luter po pięciu miesiącach uzyskał tytuł bakałarza Pisma Świętego, po czym jesienią 1509 jako sentencjariusz, uprawniony do wykładania Sentencji Piotra Lombarda powrócił do Erfurtu.
W październiku 1510 roku wyjechał do Rzymu, aby odwołać się do papieża Juliusza II od decyzji prowincjała saskiej kongregacji Staupitza, nakazującej podniesienie ogólnego poziomu obserwancji. Wrócił zdruzgotany zastanym obrazem tj. papieża prowadzącego wojny, bezceremonialnego stylu bycia księży, bluźnierczego żonglowania sakramentami, czy wreszcie praktyki odprawiania w pośpiechu siedmiu mszy świętych przy jednym ołtarzu. Oburzony Luter relacjonował, że pewien ksiądz, widząc, że odprawił dopiero jedną trzecią swojej mszy, poganiał go słowami: „Pośpiesz się! Inni czekają!”. Podróż do Rzymu nie miała większego wpływu na rozwój poglądów teologicznych Lutra, jednakże zgromadzone doświadczenia ukształtowały jego późniejszą postawę w walce z papiestwem.
Po powrocie z Rzymu, za zgodą Staupitza udał się do Wittenbergi, obejmując profesurę biblistyki. W 1512 jako doktor Pisma św. złożył przysięgę, że ze wszystkich sił będzie bronił prawdy ewangelicznej, co krzepiło go w późniejszych walkach. W tym czasie prowadził wykłady, głównie na temat Psalmów, listów do Rzymian i Galatów, jednocześnie ucząc się języka greckiego i hebrajskiego, co okazało się bardzo przydatne w późniejszych pracach nad tłumaczeniem Biblii.
Wstąpienie do klasztoru nie zakończyło niepokojów Lutra, w tym okresie uległy one nawet spotęgowaniu. Nic nie wskazuje, by popełnił jakieś szczególnie ciężkie grzechy, za grzech zasadniczy uważał pychę dążącą do uzyskania znaczenia przed Bogiem. Niepokoje te potęgowała teologia ockhamistyczna, mówiąca o majestatycznym Bogu domagającym się od człowieka doskonałej sprawiedliwości, a jeszcze bardziej nauka Augustyna o predestynacji, która powodowała w Lutrze wątpliwości, czy jest przeznaczony do zbawienia. Klasyczne metody, jakie zakon stosował wobec skrupulantów, nie dawały rezultatów. Trwalszy okazał się wpływ Staupitza, który zalecił mu patrzeć na Jezusa nie jako na sędziego, ale Zbawiciela oraz odwiódł go od nieustannego rozmyślania nad zasługą i zadośćuczynieniem za grzechy. Staupitz rozbudził w Lutrze również zainteresowanie mistyką niemiecką. Luter odnalazł, przestudiował i w 1516 r. wydał dzieło nieznanego autora pt. Theologia deutsch („Teologia niemiecka”). Badacze nie są zgodni, w jakim stopniu mistyka wpłynęła na duchowy rozwój Lutra, pewne jest, że nie uległ on niektórym jej tendencjom, np. skłonności do panteizmu. W późniejszym okresie Luter negatywnie ustosunkował się do mistyki, choć od Johannesa Taulera na trwałe przejął istotny element swej teologii, jaką jest teologia krzyża (theologia crucis).
Niepokój ustał, kiedy Luter stwierdził, że kiedy Pismo Święte mówi o sprawiedliwości, ma na myśli sprawiedliwość darowaną człowiekowi z łaski Bożej, którą przyjmuje się przez wiarę. Człowiek zostaje uznany za sprawiedliwego, choć sam na to nie zasługuje. Trudno określić, kiedy w życiu Lutra doszło do tego duchowego przełomu. Sam Luter w swej autobiografii z 1545 stwierdził, że stało się to, gdy po raz drugi wykładał Księgę Psalmów, a więc w latach 1518–1519. Jednak pewne sformułowania, przypominające późniejsze poglądy Lutra, znajdują się już w wykładach na temat Psalmów z okresu 1513–1515. Starsi badacze przesuwali datę nawet do 1508–1511, co wydaje się mało prawdopodobne, gdyż kontakty Lutra ze Staupitzem nie były wtedy znaczące. Podstawy reformacyjnej teologii usprawiedliwienia, w tym zasadę, że człowiek wierzący jest jednocześnie grzeszny i usprawiedliwiony (simul iustus et peccator), znajdują się w wykładach Lutra na temat Listu do Rzymian z lat 1515–1516, choć zdaniem Franza Laua nie można się w nich dopatrzyć śladów wielkiego duchowego przeżycia. Wykłady na temat Listu do Hebrajczyków z 1517 świadczą, że Luter był wówczas już pewny swojego zbawienia.

### Spór o odpusty
Powodem pierwszego otwartego sporu Lutra z Kościołem katolickim były odpusty, które w 1516 ustanowił Leon X. Dochód z ich sprzedaży był przeznaczony po połowie na budowę nowej bazyliki św. Piotra w Rzymie i spłatę długu zaciągniętego w banku Fuggera przez komisarza odpustowego w Niemczech, arcybiskupa Moguncji i Magdeburga, Albrechta Hohenzollerna. Handel odpustami, od dawna praktykowany, opierał się głównie na założeniu, że Chrystus i święci podczas swego życia na ziemi, więcej dobrego zrobili niż im było potrzeba do zbawienia. Nadmiar mógł zatem służyć innym do otrzymania życia wiecznego, a papież miał władzę udzielania uczynków łaski ze skarbca świętych. Sprzeciw Lutra wzbudzało to, że odpust otrzymywało się za pieniądze, przez co uzyskane w ten sposób odpuszczenie kar za grzechy dalekie było od uczucia prawdziwej pokuty i żalu, a miejsce wiary zajmowała opłata pieniężna i niepotrzebne stało się głoszenie o Jezusie Chrystusie.
Pośród sprzedawców odpustów wyróżniał się kaznodzieja odpustowy, dominikanin Johann Tetzel, który w szczególnie jarmarczny sposób sprzedawał listy odpustowe. Głosił, że czerwony krzyż odpustowy z herbem papieża więcej znaczy niż krzyż Golgoty, że pokuta i żal za grzechy są niepotrzebne tym, którzy kupili listy odpustowe: „Skoro pieniądz w szkatule zadzwoni, duszę z czyśćca do nieba wygoni”.
Luter pytany na temat odpustów, zawarł swoją opinię w szeregu kazań, w których stwierdzał, że papież ma uczciwe i szlachetne zamiary, natomiast dla wiary jest niebezpieczne błędne pojmowanie odpustów przez lud, wynikające z działalności kramarzy odpustowych, którzy m.in. twierdzili, że gdyby św. Piotr był teraz papieżem, nie mógłby światu ogłosić większych łask.
Swoje przemyślenia Luter zawarł w ogłoszonej 4 września 1517 roku pracy naukowej Disputatio contra scholasticam theologiam. Jego tezy nie znalazły jednak większego odzewu wśród teologów i hierarchii kościelnej. Wobec tego Luter postanowił skatalogować swoje myśli i przesłać je bezpośrednio do arcybiskupa Moguncji i biskupa Brandenburgii.

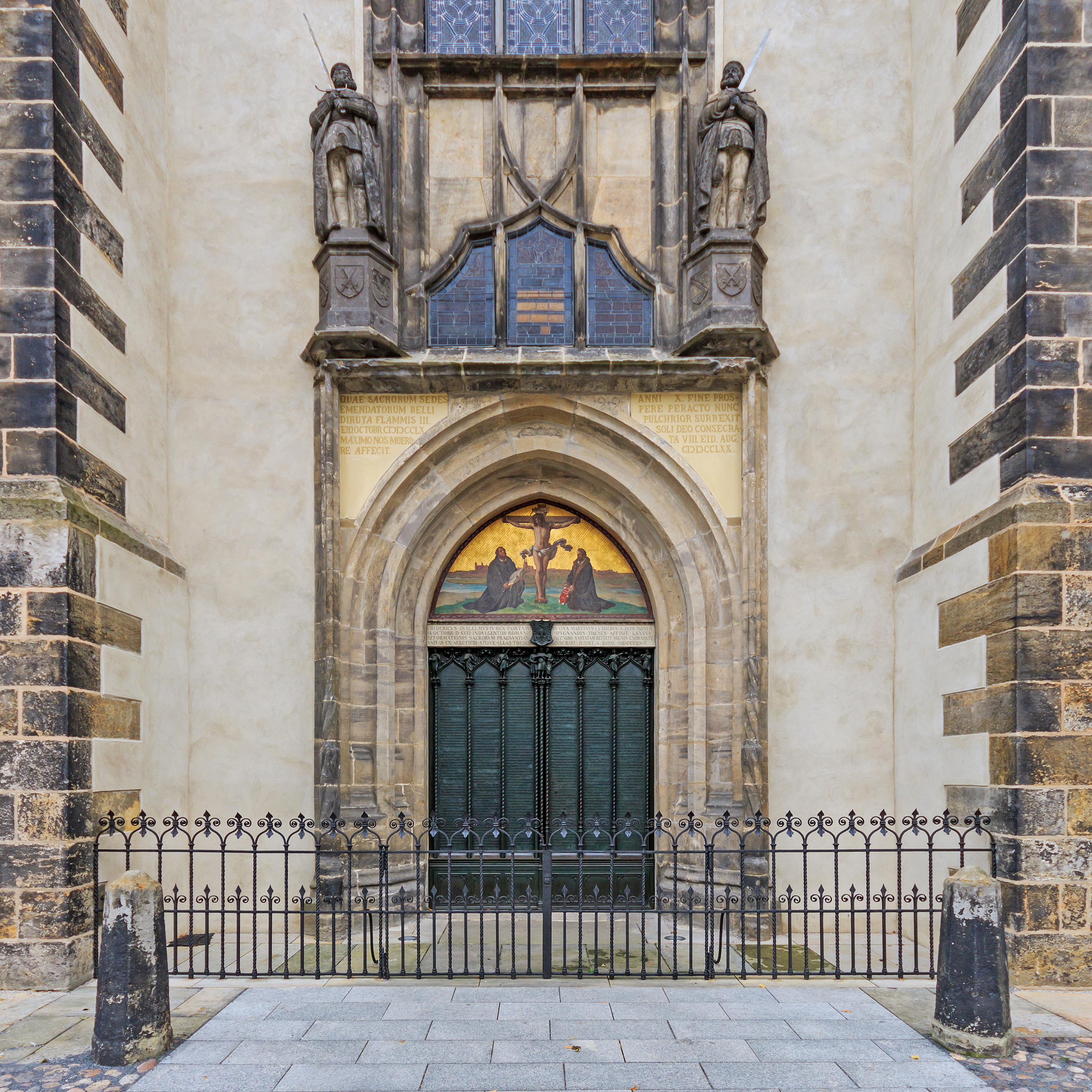
Drzwi kościoła zamkowego w Wittenberdze, na których Marcin Luter miał przybić swoje tezy

31 października 1517 roku, nie przeciwko samym odpustom, ale właśnie takim nadużyciom, Marcin Luter ogłosił 95 tez, wzywając do dysputy nad nimi. Zgodnie z utrwaloną legendą, zanim wysłał swoje tezy do biskupów niemieckich, wpierw przybił je w przedsionku kościoła zamkowego w Wittenberdze. Pierwszymi hierarchami, którzy otrzymali od Lutra jego tezy, byli arcybiskup Magdeburga (jako papieski komisarz odpustowy) i biskup Brandenburgii (jako kompetentny biskup diecezjalny). Równocześnie Luter przesłał 95 tez własnemu przełożonemu zakonnemu Staupitzowi, dołączając list do papieża i wyrażając gotowość poddania ich teologicznemu rozstrzygnięciu ze strony papieża. Ten, na pozór niewiele znaczący postępek, stał się początkiem reformacji. Dzięki rozwijającej się sztuce drukarskiej, po czasie wystąpienie Lutra znane było w całych Niemczech.
Najistotniejsze dla przyszłej reformacji stwierdzenia zawarte były w poniższych tezach:
- Teza 1: Gdy Pan i Mistrz nasz Jezus Chrystus rzecze: „pokutujcie”, to chce, aby całe życie wiernych było nieustanną pokutą.
- Teza 36: Każdy chrześcijanin, który za grzechy żałuje prawdziwie, ma i bez listu odpustowego zupełne odpuszczenie kary i winy.
- Teza 62: Istotny, prawdziwy skarb Kościoła to święta ewangelia chwały i łaski Bożej.
- Teza 71: Kto przeciw prawdzie apostolskiego odpustu mówi, niech będzie przeklęty[39].

### Rozstanie z Kościołem katolickim

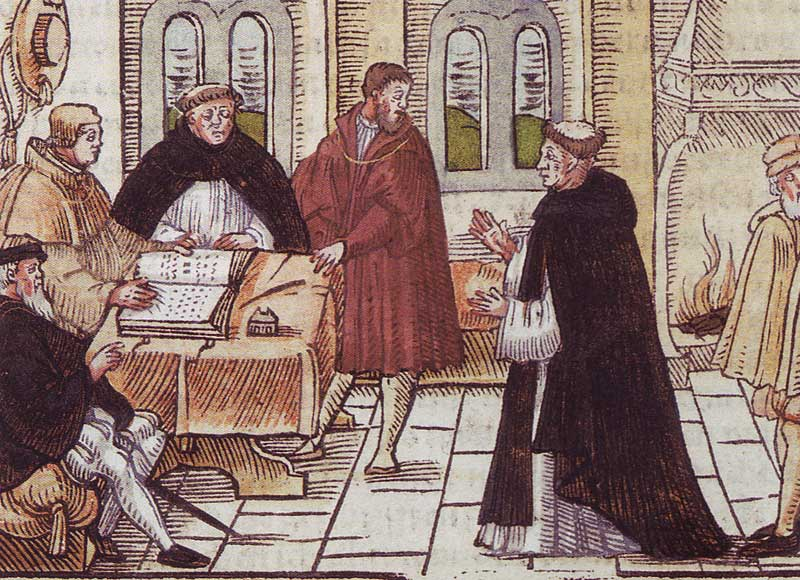
Luter przed Kajetanem

Początkowo papież Leon X nie zwracał specjalnie uwagi na wystąpienie Lutra, widząc w nim tylko zatarg mnichów, ale gdy spór zaczął przybierać coraz ostrzejsze formy, wezwał Lutra, by stawił się w Rzymie i usprawiedliwił z czynionych mu zarzutów. Protektor Lutra, elektor saski, bojąc się o życie swojego protegowanego, zrobił wszystko, aby do przesłuchania doszło w Augsburgu. W 1518 Luter stanął przed obliczem legata papieskiego, kardynała Kajetana, który zażądał od niego bezwarunkowego odwołania błędów, oświadczając, że w żadne dysputy wdawać się nie chce, co spotkało się z odmową ze strony Lutra.

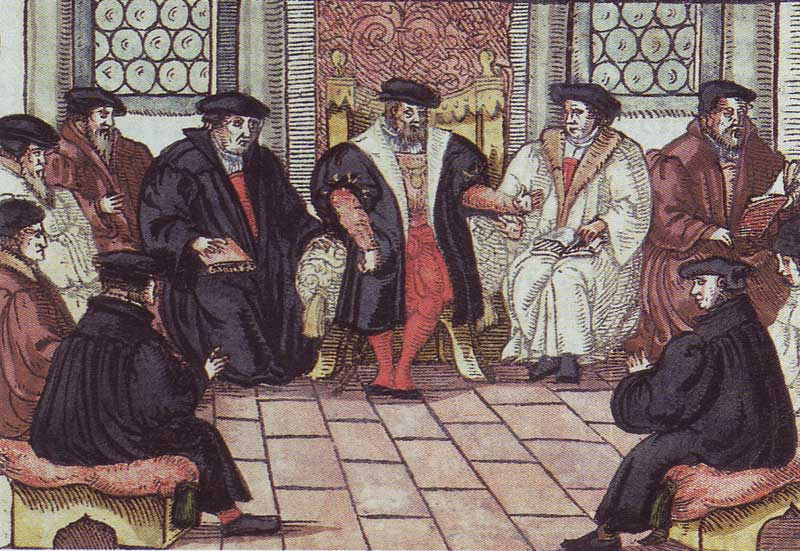
Dysputa lipska

W czerwcu 1519 w Lipsku, w zorganizowanej przez legata papieskiego Johanna Ecka dyspucie uczestniczył między innymi również Marcin Luter. Mnich, występujący dotąd tylko przeciwko nadużyciom odpustowym, doszedł do przekonania, że nie wystarczy zmiana pewnych aspektów życia kościelnego, ale że konieczna jest gruntowna, daleko idąca naprawa Kościoła. Czynnie go wspierającym w tych poglądach był niemiecki humanista Filip Melanchton, który dalsze swoje życie ściśle związał z reformacją. W trakcie dysputy Luter zaprzeczył twierdzeniu, że prymat papieża jest uzasadniony w Piśmie Świętym. Stwierdził, że sobory mogą się mylić, a tylko Biblia jest nieomylna. Takie stanowisko spowodowało, że Eck przerwał dysputę, pojechał do Rzymu i stamtąd przywiózł bullę Exsurge Domine papieża Leona X, wydaną 15 czerwca 1520 roku przeciwko Lutrowi, który początkowo wątpił w jej prawdziwość. Pisma Lutra miały być spalone, a on sam i jego zwolennicy w ciągu dwóch miesięcy mieli pojednać się z papieżem, w przeciwnym wypadku miały ich spotkać wszelkie konsekwencje ekskomuniki.
W odpowiedzi Luter ogłosił swoje trzy, przygotowane jeszcze przed klątwą pisma: O naprawie stanu chrześcijańskiego, O niewoli babilońskiej Kościoła, O wolności chrześcijanina. W pismach tych przeciwstawił się ostro papieskiej supremacji, poddał krytyce wszelkie nauki i objawy życia kościelnego nie znajdujące według niego potwierdzenia w Biblii. Wreszcie, 10 grudnia 1520 na przedmieściach Wittenbergi, w obecności licznie zgromadzonych studentów, profesorów i ludu spalił na stosie papieskie księgi prawnicze wraz z bullą (o czym początkowo nikt nie wiedział). Wkrótce potem, 3 stycznia 1521 papież Leon X ekskomunikował Lutra.

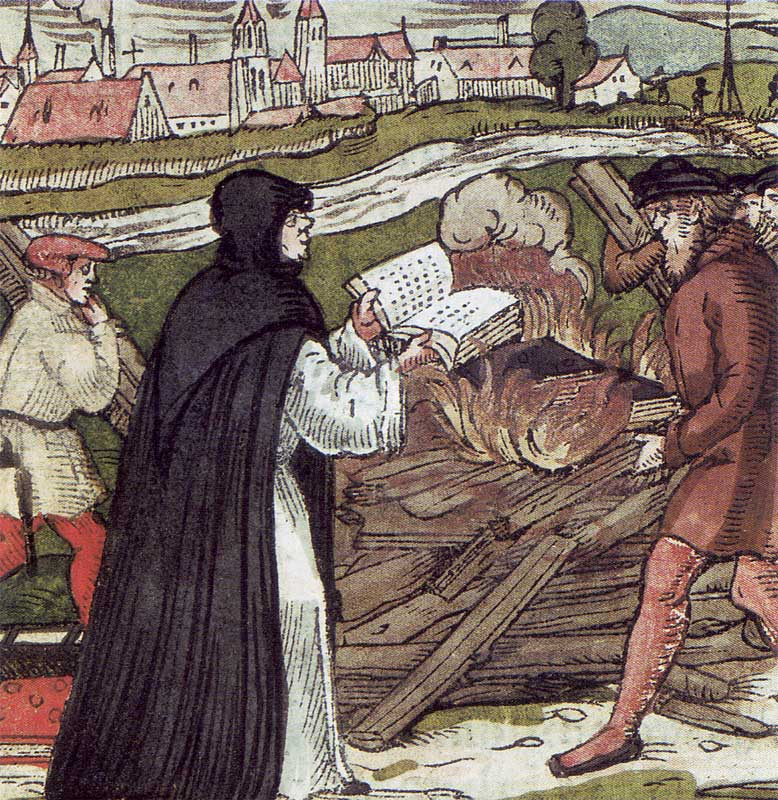
Luter palący bullę papieską

Sprawę Lutra miał rozstrzygnąć sejm Rzeszy w Wormacji, na obrady którego udał się po otrzymaniu listu żelaznego, gwarantującego mu nietykalność. Trwający cztery miesiące zjazd w Wormacji był nie tylko sejmem Rzeszy, ale swoistą europejską „konferencją na szczycie”. Oprócz dwóch papieskich nuncjuszy obecni byli przedstawiciele Burgundii, Hiszpanii, Sabaudii, Wenecji, Danii, Polski, Węgier, Francji i Anglii. Cesarz Rzeszy Niemieckiej Karol V miał większe troski niż „niejaki brat Marcin”: kłopoty w Hiszpanii, plany wojny w Italii, marzenia o odzyskaniu Burgundii, co wiązało się z nieuniknioną wojną z Francją.

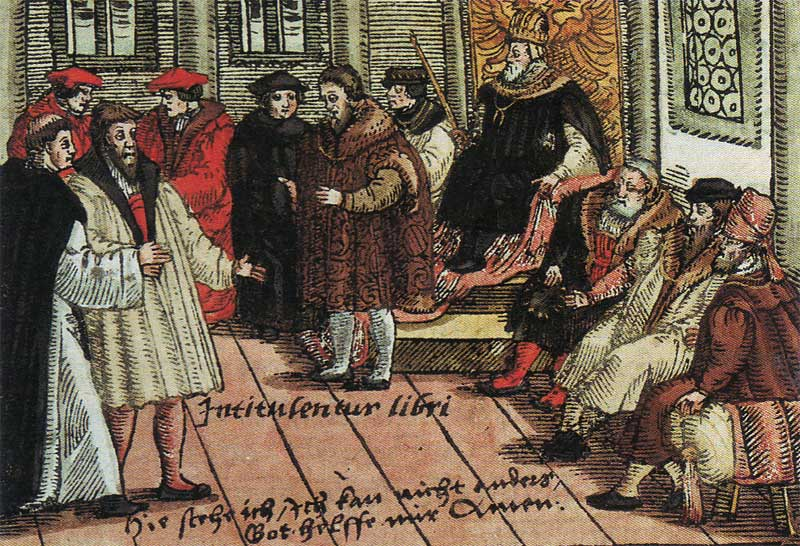
Luter na sejmie w Wormacji

Odnośnie do Lutra, którego nazwiska nawet nie znał, planował załatwić sprawę krótko – edyktem, nie wdając się w żadne dyskusje. Gdy w trakcie przesłuchania okazało się, że ponownie wezwano Lutra jedynie do odwołania jego nauki i nikt nie zamierza rozmawiać z nim o jej słuszności lub niesłuszności, Luter odpowiedział:
Odwołać nie mogę, chyba by mi kto z Pisma Świętego dowiódł, że błądziłem. (...) Tu stoję, inaczej nie mogę, niech mi Bóg dopomoże. Amen”.
Wykorzystując wyjazd protektora Lutra, elektora saskiego, jak i większości jego zwolenników, 26 maja 1521 roku cesarz Karol V ogłosił edykt wormacki, uznający Marcina Lutra za heretyka i skazujący go oraz jego zwolenników na banicję. W sytuacji, gdy Sejm Rzeszy skurczył się i formalnie nie miał prawa do podejmowania uchwał, edykt opatrzono datą 8 maja, by nadać mu pozory legalności. Od tej chwili każdy, kto schwytał Lutra lub któregoś z jego zwolenników, mógł bezkarnie ich zabić.
Blisko 500 lat później z ust papieża Jana Pawła II padły następujące słowa:
Istotnie, naukowe badania uczonych, tak ewangelickich, jak i katolickich, badania, w których już osiągnięto znaczną zbieżność poglądów, doprowadziły do nakreślenia pełniejszego i bardziej zróżnicowanego obrazu osobowości Lutra oraz skomplikowanego wątku rzeczywistości historycznej, społecznej, politycznej i kościelnej pierwszej połowy XVI wieku. W konsekwencji została przekonująco ukazana głęboka religijność Lutra, którą powodowany stawiał z gorącą namiętnością pytania na temat wiecznego zbawienia. Okazało się też wyraźnie, że zerwania jedności Kościoła nie można sprowadzać ani do niezrozumienia ze strony Pasterzy Kościoła katolickiego, ani też jedynie do braku zrozumienia prawdziwego katolicyzmu ze strony Lutra, nawet jeśli obydwie te okoliczności mogły odegrać pewną rolę. Podjęte rozstrzygnięcia miały głębokie korzenie. W sporze na temat stosunku między wiarą a tradycją wchodziły w grę sprawy najbardziej zasadnicze, odnoszące się do właściwej interpretacji i recepcji wiary chrześcijańskiej, sprawy zawierające w sobie potencjalność podziału Kościoła, nie dającego się wytłumaczyć samymi racjami historycznymi.

### Reformator

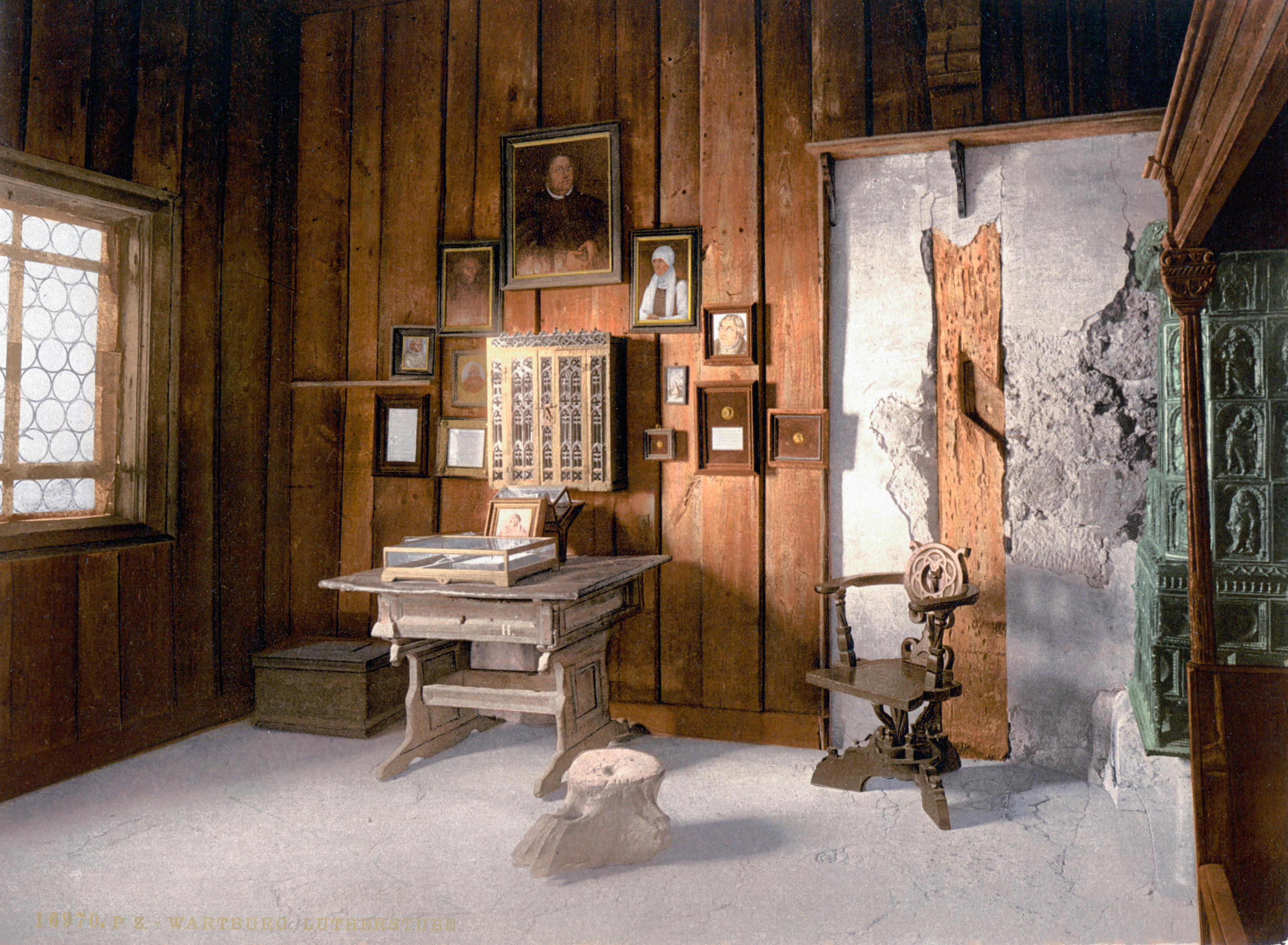
Pokój na zamku w Wartburgu

Aby ocalić Marcina Lutra od prześladowań, Fryderyk Mądry upozorował napad na niego i jego porwanie, a następnie pod przybranym imieniem rycerza Jerzego ukrył na zamku w Wartburgu. W tym odosobnieniu spędził Luter w sumie 10 miesięcy, a w trakcie pobytu tam studiował język hebrajski i grecki, przekładał psalmy, pisał traktaty. Przede wszystkim jednak dokonał w 1522 tłumaczenia na język niemiecki Nowego Testamentu, jako pierwowzoru używając tekstu greckiego. Dokonał tego wspólnie z innymi wybitnymi językoznawcami (Jan Bugenhagen, Justus Jonas, Creuziger, Georg Roerer – korektor), a zwłaszcza z Aurogallusem i Melanchtonem. Tłumaczenie publikowano we fragmentach aż do 1535, kiedy to Luter przełożył całą Biblię, udostępniając w ten sposób wszystkim jej tekst. Tam powstała również postylla, czyli zbiór kazań na każdy dzień roku kościelnego. Cała ta jego praca dała podwaliny nauki ewangelickiej.
Do opuszczenia kryjówki zmusiły go rozruchy, jakie wybuchły w Wittenberdze, a które wywołało radykalne skrzydło reformatorów, domagające się natychmiastowego zniesienia mszy, usunięcia wizerunków świętych z kościołów, wprowadzenia komunii pod dwiema postaciami, posuwając się przy tym do czynów obrazoburczych. Drogą codziennych kazań i spotkań udało mu się uśmierzyć tumult i znieść przedwczesne reformy. Przeciwstawiając się średniowiecznemu stosunkowi kościoła do państwa, głosił, że istnienie władzy świeckiej jest zgodne z porządkiem Bożym, dając tym podstawy, na których w XVIII w. oparła się nowoczesna idea państwa.
Na bazie niezadowolenia społecznego i częściowo pod wpływem błędnie rozumianej nauki Lutra o wolności chrześcijańskiej, w 1525 wybuchła w Niemczech wojna chłopska. Początkowo Luter usiłował pośredniczyć i wstawiał się za umiarkowanymi żądaniami chłopów, gdy jednak chłopi dopuszczali się zbrodni, wezwał, aby w sprawę wdała się władza państwowa. Ostateczna bitwa miała miejsce pod Frankenhausen, gdzie doszło do zupełnego pogromu zbuntowanego chłopstwa i pogromu wziętych do niewoli chłopów, pomimo próśb Lutra, aby z tymi, którzy się poddali, obejść się pobłażliwie. Łącznie w czasie wojny chłopskiej zginęło ok. 150 tys. osób.
W 1526 roku dla obrony wiary zawarte zostało przymierze torgawskie książąt i miast ewangelickich, co wywołało obawy katolików. Na obradach sejmu Rzeszy w Spirze w 1529 roku stany katolickie uchwaliły wiernie trwać przy edykcie wormackim, zabroniły wprowadzania w krajach katolickich reformacji, znoszenia mszy, zabraniały poddanym pod groźbą kary przyjmować wiarę ewangelicką. Ewangelicy złożyli od tej uchwały protest, co przyniosło im szydercze przezwisko protestantów, które dzisiaj straciło pierwotne pejoratywne znaczenie i stało się nazwą dla wszystkich kościołów wywodzących się z reformacji.
W 1530 roku na sejmie w Augsburgu ewangelicy przedłożyli cesarzowi Wyznanie augsburskie, będące wykładem nauki reformatorów. Ponieważ ze względu na banicję z 1521 Luter nie mógł być obecny na sejmie, główny ciężar w jej opracowaniu spoczął na Melanchtonie, który kolejne projekty swej pracy wysyłał do Lutra w celu konsultacji.

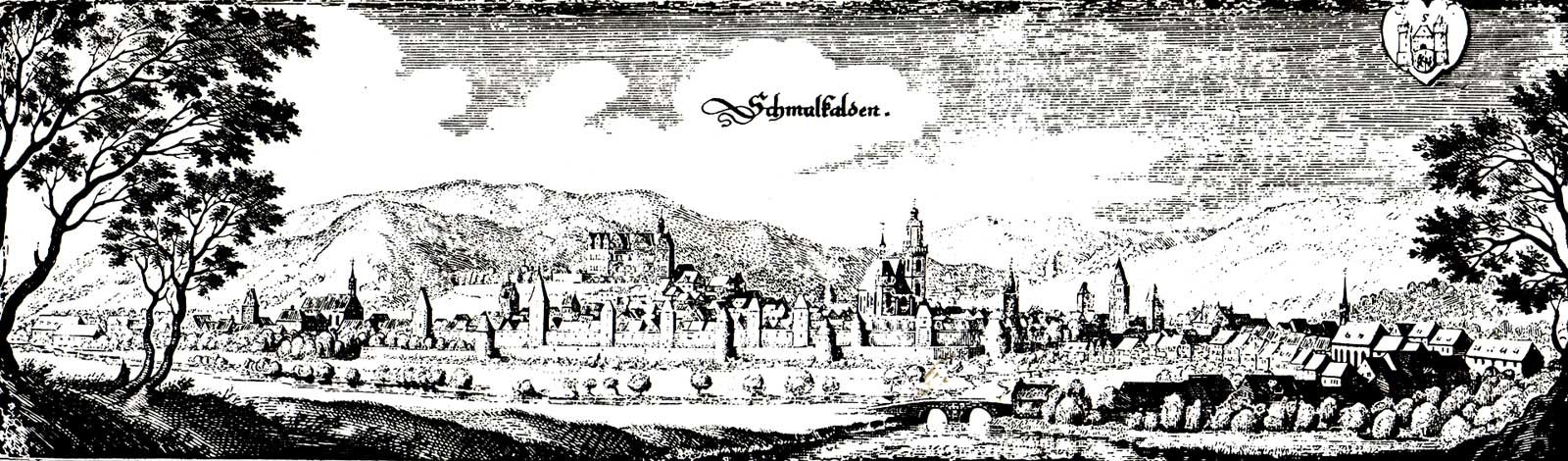
Schmalkalden

Wprawdzie sejm nie przyjął konfesji, ale już w następnym roku zgromadzeni w Schmalkalden książęta protestanccy zawarli między sobą przymierze ochronne. Cesarz, widząc, że nie jest w stanie rozbić jedności luteran, zawarł z nimi w 1532 pokój religijny, na mocy którego nie otrzymywali oni wprawdzie zupełnej wolności religijnej, ale uzyskali względne poczucie spokoju i bezpieczeństwa. Umożliwiło to dalsze szerzenie się reformacji, która objęła całe północne Niemcy i księstwo wirtemberskie.
Aby odpowiedzieć papieżowi na jego plany zwołania soboru, na którym zamierzał on zażądać od wszystkich władców państw Rzeszy Niemieckiej bezwzględnego podporządkowania się Rzymowi, elektor Saski zlecił Lutrowi przygotowanie odpowiedzi. W ten sposób w 1537 powstały napisane w ostrym tonie Artykuły szmalkaldzkie, w których jeszcze raz potwierdzone zostało, że ewangelicy odrzucają władzę papieską jako niepotwierdzoną w Piśmie Świętym i żądają pełnej niezawisłości od papieża. Konfesja Augsburska oraz pierwsza część artykułów szmalkaldzkich, mówiąca o Bożym majestacie, są zgodne w ogólnym zarysie z teologią katolicką. Sformułowania w drugiej i trzeciej części artykułów, dotyczące urzędu i dzieła Chrystusa, dzielą Kościół ewangelicki od Kościoła katolickiego, któremu przewodzi papież.

## Zarys teologii Marcina Lutra
Pomimo autorstwa licznych dzieł religijnych, Marcin Luter nie stworzył spójnego wykładu teologii. Zarysował natomiast jej fundamenty, stając się drogowskazem dla następnych pokoleń protestantów. Zgodnie z jego zamierzeniem podstawową zasadą protestantyzmu jest darmowość zbawienia: zbawienie nie jest dziełem lub uczynkiem człowieka, lecz łaską, czystym darem od Boga, dostępnym jedynie dzięki wierze. Zasadę tę najlepiej ukazują jego dwa dzieła: traktat O wolności chrześcijańskiej oraz Duży Katechizm. Są one dotąd podstawowymi źródłami teologii protestanckiej. Inne jego dzieła, jak interwencyjny traktat O niewoli babilońskiej Kościoła czy Komentarz do Listu do Rzymian są lekturą dla wąskiego kręgu zainteresowanych historią myśli protestanckiej. Zasadę darmowości zbawienia Luter zawarł w hasłach, które się wzajemnie dopełniają: „zbawienie w łasce” (sola gratia) oraz „usprawiedliwienie w wierze” (sola fide). Odczytał je z Pisma Świętego, jednak odczytanie to było możliwe dzięki osobistym zmaganiom i religijnej intuicji.
Jego teologiczna myśl została następnie wyrażona w pięciu podstawowych zasadach protestantyzmu: jedynie Pismo Święte, jedynie wiarą, jedynie łaską, jedynie Chrystus, jedynie Bogu chwała.

### Jedynie pismo (sola scriptura)
Podstawą wiary i chrześcijańskiego życia w Kościele średniowiecznym była tradycja, która spychała na dalszy plan przekaz biblijny. Luter nie negował tradycji, ale sprzeciwiał się jednak stanowczo wszystkim jej elementom, których nie można było wywieść bezpośrednio z Pisma Świętego. Za Słowo Boże uważał jedynie Biblię, bo tylko ona prowadzi do Chrystusa i umożliwia poznanie jego zbawczej mocy. Zdaniem Lutra, jedynie tak pojmowane Boże słowo należy uznać za rozstrzygające w dziele zwiastowania, a bezprawne są próby formułowania artykułów wiary na podstawie ludzkich orzeczeń.
Luter nauczał, że Kościół jest wszędzie tam, gdzie zwiastuje się Słowo Boże, i to z niego rodzi się społeczność Kościoła, a na autentyczność Kościoła i społeczności świętych nie mają wpływu zewnętrzne przejawy kultu i wielowiekowa nawet tradycja, ale fakt zwiastowania Słowa Bożego. Kładąc wielki nacisk na zwiastowanie Ewangelii, spowodował, że reformacja utożsamiana jest przez jej zwolenników z historią walki o właściwe miejsce dla Ewangelii w życiu i Kościele.

### Jedynie w wierze (sola fide), czyli zbawienie jedynie w łasce (Sola gratia)
Hasło to mówi o tym, że człowiek zostaje usprawiedliwiony jedynie w wierze (sola fide). Marcin Luter w Artykułach szmalkaldzkich wyraził przekonanie, że jest to doktryna chrześcijańska, bez której wszystko zostaje utracone.
Od początku kwestia rozumienia formuły sola fide stanowiła pewną trudność. Krytyka ze strony teologów Kościoła dostrzegała w nauczaniu Lutra i reformatorów doktrynę antyrealistyczną, negującą realną przemianę grzesznika w świętego. Pewne jego stwierdzenia wskazywały, że rozumiał zbawczy skutek usprawiedliwienia człowieka w wierze jako coś zewnętrznego w stosunku do jego grzeszności. Chrystus na sądzie Bożym przedstawia Ojcu swoją sprawiedliwość krzyża, zamiast niesprawiedliwości grzesznego człowieka. Takie rozumienie usprawiedliwienia zastępczego przez wiarę nazywano swego rodzaju teologiczną, legalistyczną fikcją, prawnym zabiegiem. Jednak, według Simeona Zahla, szersza lektura wypowiedzi Lutra zdecydowanie nie potwierdza słuszności krytyki. Zarówno w jego pismach, jak i np. Melanchtona, można znaleźć postawę, którą należałoby określić jako realizm afektywny. Luter dawał pierwszeństwo doświadczeniu zbawienia i pocieszenia przez wiarę przed obiektywnymi ujęciami ontologicznymi
Luter stanowczo odrzucał każdą próbę przyznawania dobrym uczynkom jakiegokolwiek znaczenia w akcie zbawienia. Według luteran człowiek nie może sobie zasłużyć na Boże zmiłowanie, zbawieni jesteśmy jedynie samą łaską Bożą, przez zasługi samego Chrystusa, przez wiarę. Luteranie twierdzą, że potwierdza to Biblia (np. List do Rzymian 3, 24; 3,27; 5,1-2; 10,6; 10,9). Dobre uczynki nie są drogą do zbawienia, ale wynikiem wiary w Chrystusa. Luter podążając za twierdzeniami Pawła Apostoła zerwał więc związek między uczynkiem a zbawieniem.

### Jedynie Chrystus (solus Christus)
Podstawowe hasło Marcina Lutra „jedynie Chrystus”, wymierzone przeciw posłudze księży jako pośredników między Bogiem a wierzącymi. Podkreślając suwerenność Boga w procesie zbawienia, wyklucza tym samym wszelkie pośrednictwo, niebędące udziałem Chrystusa. Protestanci uważają, że Luter przywrócił Kościołowi dwoistą naturę Chrystusa: boską i ludzką, zawartą w naukach pierwszych soborów Kościoła chrześcijańskiego, a z upływem czasu zapomnianą. Bóg jest inicjatorem zbawienia w Chrystusie, w krzyżu objawiając człowiekowi zarówno swój gniew, jak i łaskę. Boży gniew wynikający z grzechów człowieka spotkał Jezusa, a jego posłuszeństwo i sprawiedliwość spowodowały, że okazana została łaska.

### Jedynie Boża chwała (Soli Deo gloria)
To hasło wymierzone było przede wszystkim w kościelny kult świętych. Zakładało brak możliwości jakiegokolwiek wpływu człowieka na zbawienie, które jest uznane za całkowicie darmowy dar Boga, którego nie można sobie wysłużyć.

## Kult maryjny
Wbrew przekonaniu współczesnych protestantów, poglądy Lutra były jedynie częściowo zbieżne z ich obecnymi przekonaniami. Reformacja w XVI wieku polegała głównie na odrzuceniu nieomylności papieży i tradycji Kościoła Rzymskiego, która, według protestanckich teologów, była sprzeczna z Pismem Świętym, co umożliwiło ponowną i niezależną analizę treści Biblii. Nie oznaczało to jednak natychmiastowego zerwania z dogmatami uznawanymi dziś przez protestantów za błędne i niebiblijne.
W przypadku Lutra można dostrzec wyraźne ślady kultu maryjnego: Czczenie Marii jest zapisane w głębinach ludzkiego serca (Kazanie, 1 września 1522), [Ona jest] najwyższą kobietą i najszlachetniejszym klejnotem w chrześcijaństwie po Chrystusie... Ona jest szlachetnością, mądrością, świętością uosobioną. Nigdy nie możemy uczcić jej wystarczająco. Jednak cześć i chwała muszą być kierowane do niej w taki sposób, by nie urazić ani Chrystusa ani Pism (Kazanie, Boże Narodzenie, 1531), Żadna kobieta nie jest jak Ty. Ty jesteś więcej niż Ewa lub Sara, błogosławiona ponad wszelką szlachetność, mądrość i świętość. (Kazanie, Święto Nawiedzenia, 1537). Oczywiście pewne ślady takowego kultu nie mają nic wspólnego ze średniowiecznym lub obecnym kultem polegającym na przypisywaniu Marii Pannie jakichkolwiek zasług, czy możliwości współodkupienia człowieka. Jak podaje prof. Sergiusz Michalski w swej: „Protestanci a sztuka”, Luter zgadzał się jedynie na spokojne i wyważone usuwanie „starych kultów”, ze względu na słabość „maluczkich”. Oddawanie czci na zasadzie modlitw wstawienniczych było tak dla Lutra, jak i współczesnych luteran czymś niedopuszczalnym. W 1543 roku Luter wzywał do wypędzania Żydów z krajów chrześcijańskich oraz palenia ich ksiąg, domów i synagog, gdyż bluźnią oni naszemu Zbawicielowi i Świętej Dziewicy.

## Luter jako humanista

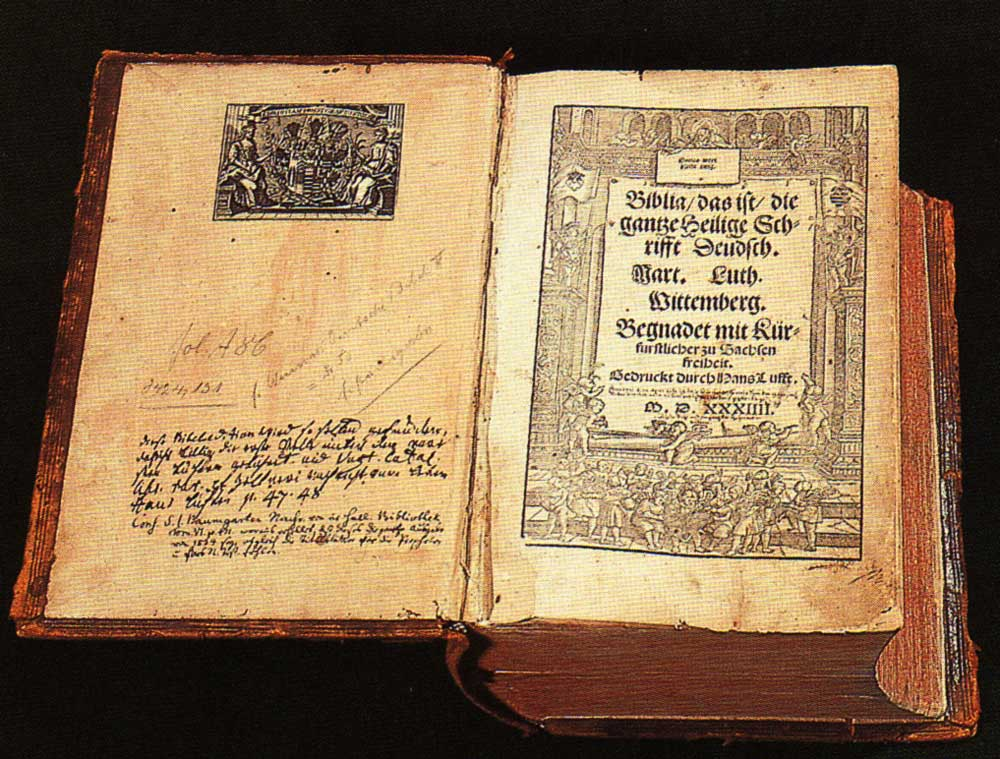
Biblia Lutra

Marcin Luter był nie tylko reformatorem religijnym, lecz także uznawany jest za wybitnego humanistę, pisarza i filologa.

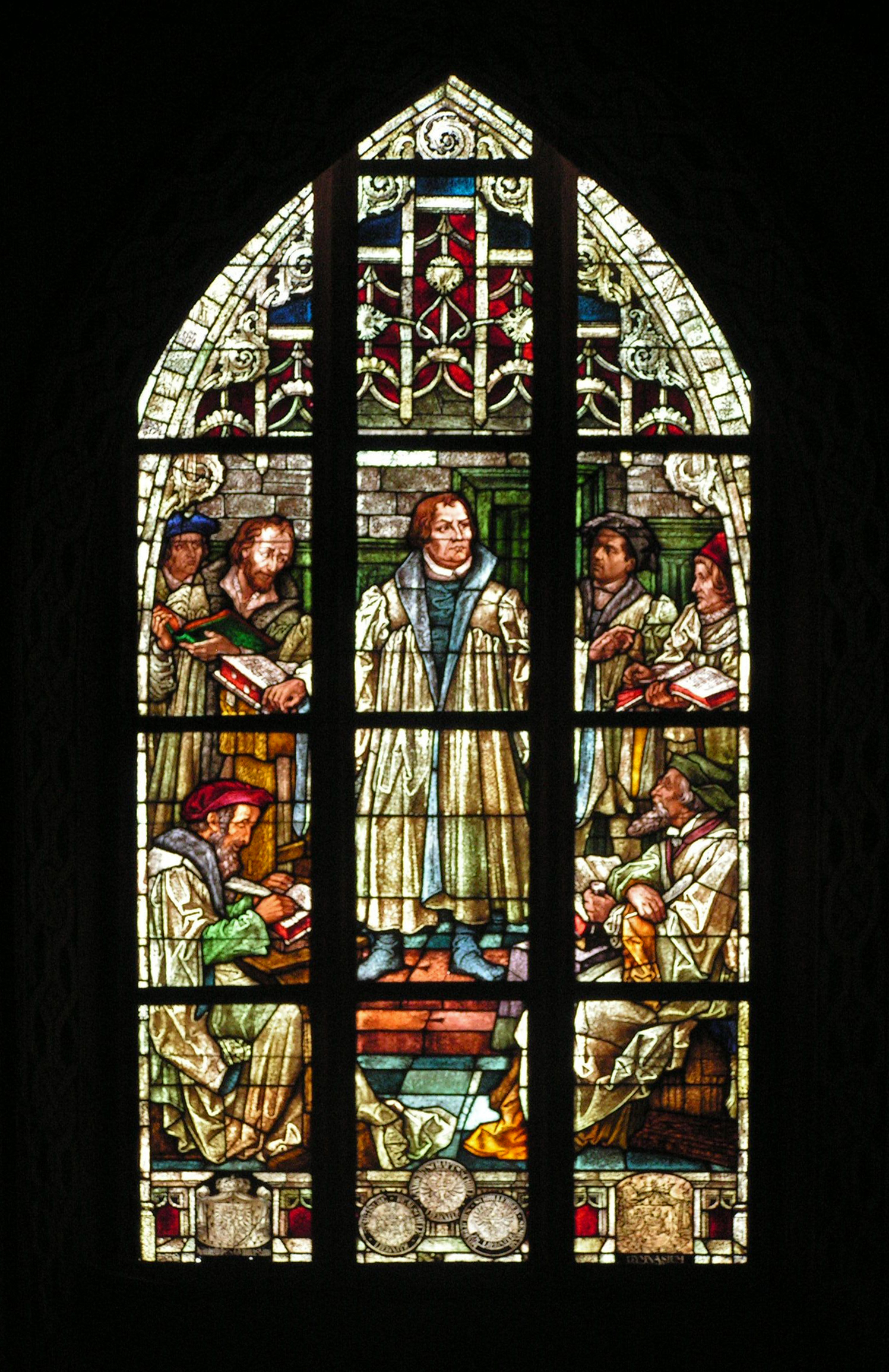
Dysputa nad tłumaczeniem Pisma Świętego. Witraż w kościele NMP w Legnicy.

Przekład Biblii na język niemiecki przez dr. Lutra w 1534 roku okazał się bardzo ważny w historii tego języka. Istniało już wcześniej ponad 10 przekładów Biblii, jednak pisane były językiem sztucznym, pełnym neologizmów i zapożyczeń, wzorowanym na łacinie. Biblia Lutra przeciwnie, napisana była językiem jak najbliższym potocznemu, przy czym Luter preferował zwroty i wyrazy, które były najbardziej rozpowszechnione (najchętniej wykorzystywał słownictwo centralnego dialektu frankońskiego z okolic Norymbergi, a także dialekt z Turyngii). Luter korzystał też z języka, używanego do sporządzania zapisów w kancelariach – był on najbliższy językowi mówionemu. Stworzył w ten sposób ogólnoniemiecki literacki język ponadregionalny. Przy tłumaczeniu okazało się konieczne precyzyjne określenie zasad stylistyki, gramatyki i ortografii niemieckiej; w tym przypadku Luter opierał się na wzorcach klasycznej łaciny i greki. Stosował też zasady klasycznej retoryki.
Popularność Biblii Lutra była na obszarze niemieckojęzycznym tak duża, że także katoliccy teolodzy korzystali z jej przedruków i plagiatów (po usunięciu z nich nazwiska autora).
Ponieważ Luter czerpał wyłącznie ze słownictwa języka wysokoniemieckiego, to ten język zyskał dominującą pozycję i stał się ogólnonarodowym. Od tej pory nastąpił wyraźny upadek języka dolnoniemieckiego. Autorytet Biblii Lutra był tak duży, że nie pomogło nawet przetłumaczenie Biblii na język dolnoniemiecki przez Jana Bugenhagena. Luterańska literacka niemczyzna stała się wzorem, chociaż z początku w katolickich regionach bezskutecznie walczono z nią jako „protestanckim dialektem”.
Luter uznawany jest nie tylko za twórcę współczesnego niemieckiego języka, lecz także za twórcę podstaw filologii języków nowożytnych.
Po raz pierwszy w dziejach Luter dał Niemcom (podzielonym między różne organizmy państwowe) wspólną kulturę i język, które przyniosły temu narodowi poczucie jedności i tożsamości narodowej. Postulat Lutra o konieczności posługiwania się językami narodowymi w kulcie religijnym i literaturze (zamiast używania archaicznego i martwego języka łacińskiego), dał większości narodów Europy północnej i środkowej impuls do rozwijania kultur narodowych. Także w państwach katolickich, takich jak Polska, protestantyzm przyczynił się do powstania pierwszych wybitnych dzieł literackich w języku polskim (np. pierwsze tłumaczenie całości Biblii: kalwińska Biblia Brzeska 1563; twórczość Mikołaja Reja).

## Kontrowersyjne poglądy Lutra

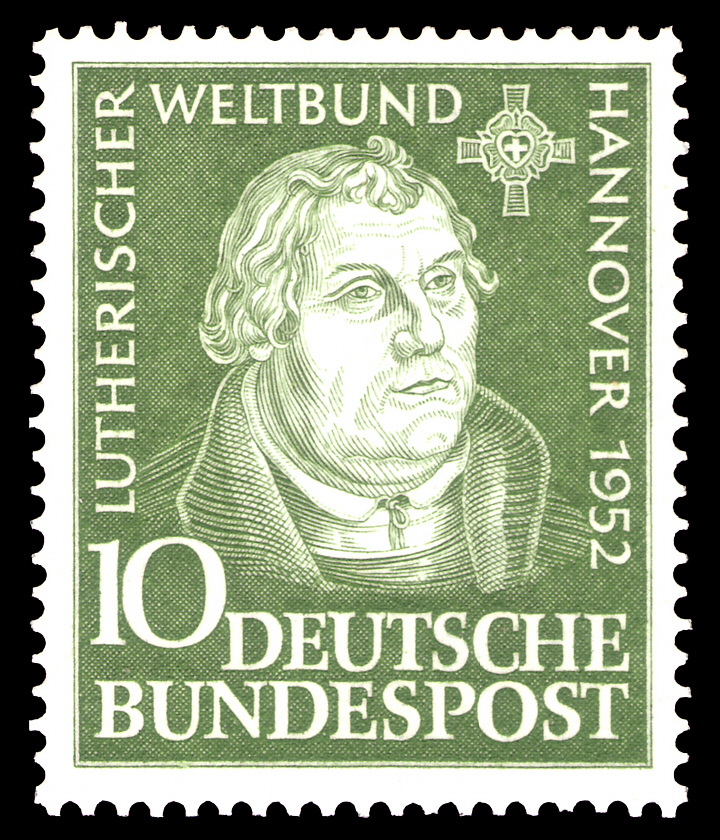
Marcin Luter na znaczku

Luter wyrażał kontrowersyjne poglądy, które w jego czasach były popularne zarówno wśród protestantów, jak i katolików.

### Żydzi
Luter nie darzył Żydów sympatią. Pozostał w tym względzie typowym przedstawicielem XVI-wiecznego niemieckiego mieszczaństwa, dla którego Żydzi byli przede wszystkim niepożądaną konkurencją ekonomiczną.
Początkowo Luter podkreślał, iż Jezus należał do żydowskiego narodu wybranego (w piśmie Dass Jesus ein Geborner Jude sei – Jezus był z urodzenia Żydem, 1523) i głosił, że odrzucanie Żydów przez chrześcijan i zamykanie ich w gettach uniemożliwia ich „poprawę”, czyli nawrócenie się na „prawdziwą wiarę” chrześcijańską. Wyrażał też nadzieję, że reformacja ułatwi ten proces nawracania.
Kiedy okazało się, że Żydzi nie zamierzają spełnić jego nadziei, Luter stał się ich otwartym przeciwnikiem. W pismach: Brief wider die Sabbather an einen guten Freund (Pismo przeciwko Sabatyjczykom do dobrego przyjaciela, 1538), Von den Jüden und ihren Lügen (O Żydach i ich kłamstwach, 1543), Vom Schem Hamphoras und vom Geschlechte Christi (O Szemie Hamforasie i o rodzie Chrystusa, 1544) Luter wyraża się o Żydach wręcz agresywnie, porównując ich do diabła, zaprzysięgłego wroga chrześcijaństwa, plagi i zarazy. Powoływał się na krytyczne wobec Żydów fragmenty Nowego Testamentu.
W 7-punktowym planie zawartym w traktacie O Żydach i ich kłamstwach (1543) wzywał do ich napiętnowania i dyskryminacji; proponował między innymi, aby palić żydowskie szkoły i synagogi, burzyć ich domy dla chwały Boga czy wprowadzić przymusową pracę dla Żydów. Co prawda, swoje wezwania Luter kierował tylko do książąt, a nie do ludności, tak, iż nie skutkowały one wezwaniem do pogromów. Oczekiwał, że przekona niemieckich książąt do wypędzenia Żydów z ich państw. Książęta okazali się jednak rozsądni (nie chcieli tracić poddanych i podatników) i żaden z nich nie uległ namowom Lutra.
Antysemickie pisma Lutra w XX wieku cytowali narodowosocjalistyczni ideolodzy: Alfred Rosenberg i Julius Streicher, tłumacząc w ten sposób przyczyny prześladowań i zbrodni ludobójstwa – holocaustu.
W 1984 roku Światowa Federacja Luterańska stanowczo odcięła się od antysemickich pism Marcina Lutra. W roku następnym rabin Albert Friedlander powiedział:

Bracie Marcinie z Eisleben, ocaliłeś ten teren dla chrześcijaństwa, nawet jeśli muszę z tobą walczyć, aby zachować moje własne miejsce. Obaj jesteśmy dziećmi Abrahama i tak wiele skarbów duchowych jest naszym wspólnym dziedzictwem, które ukształtowało nasze życie, że każda myśl i każde słowo budują pomost między nami. Wspólnie cierpieliśmy, także w ostatnich czasach. Mamy wspólne nadzieje na czas ostateczny. Jednak muszę prosić cię o jedno w chwili pożegnania, ponieważ wiem, że wciąż mogą powrócić ciemne i pozbawione nadziei czasy: zamknij izbę tortur! Nie pozwól, by kiedykolwiek ją otwarto! I naucz swoich następców, że są czasy, kiedy braterstwo musi pokonać dogmaty. Ponieważ jesteśmy ludźmi i nie powinniśmy przywłaszczać sobie Bożego Sądu. Jesteśmy ludźmi i możemy się wzajemnie kochać. I niechaj Bóg strzeże nas i zjednoczy teraz i na wieki.

W 1995 roku pomiędzy Synodem Montany Kościoła Ewangelicko-Luterańskiego w Stanach Zjednoczonych a Stowarzyszeniem Gmin Żydowskich w USA zostało podpisane porozumienie o wzajemnym zrozumieniu i drodze zjednoczenia luteran i żydów.

### Serbołużyczanie
W czasach Lutra w okolicach Wittenbergi mieszkali jeszcze słowiańscy Serbołużyczanie. Luter podzielał pogardę większości ówczesnych Niemców dla tej autochtonicznej ludności i nazywał ich w swoich Rozmowach przy stole (Tischreden) „najgorszym ze wszystkich narodów” (niem. die schlechteste aller Nationen). Tej opinii Lutra nie podzielał jego najbliższy współpracownik Filip Melanchton, którego zięć Kaspar Peuker był Serbołużyczaninem i znał język górnołużycki.

### Heretycy
Początkowo Luter był tolerancyjny i pokojowo nastawiony do większości ludzi. Twierdził, że „wiara jest wolnym wyborem, którego nie można narzucać”, zaś palenie heretyków jest sprzeczne z wolą Ducha Świętego. Jednakże z biegiem czasu zaczął przyzwalać nie tylko na banicję innowierców, ale nawet na karę śmierci w przypadku agresywnego odłamu anabaptystów (1529).

### Czarownice
Luter swoje poglądy w stosunku do magii i istnienia czarownic oraz ich społecznej szkodliwości opierał na wersecie z Księgi Wyjścia (22,17 lub 22,18 w zależności od przekładu), który wzywał do zabijania czarownic. 6 maja 1526 roku wygłosił płomienne kazanie przeciwko czarownicom i ich występkom; wzywał w nim do zabijania czarownic (mówił przy tym wyłącznie o kobietach, nie o czarownikach), tak jak zabija się morderców i rabusiów.

## Prywatne życie Lutra

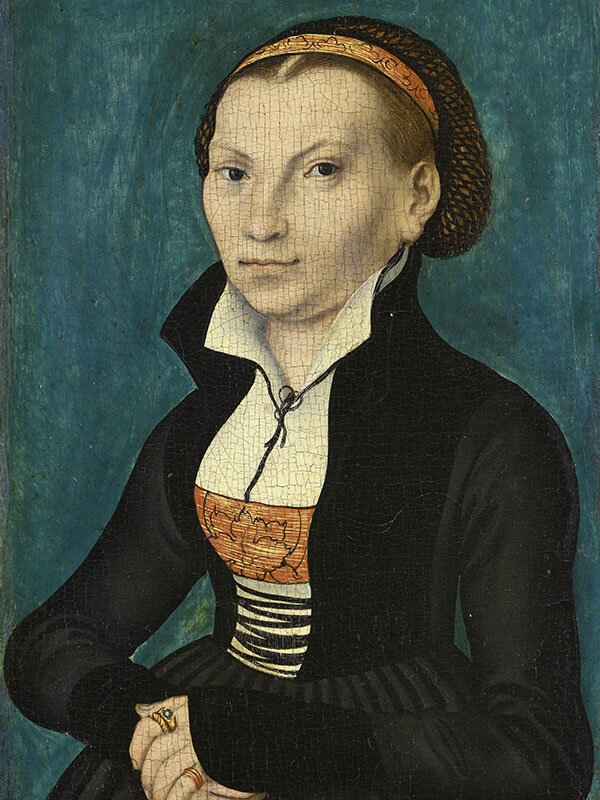
Katarzyna von Bora – małżonka „ojca Reformacji”

### Małżeństwo i dzieci
13 czerwca 1525 Marcin Luter ożenił się z byłą zakonnicą Katarzyną von Bora. Była ona jedną z 12 sióstr, które pod wpływem nauk Lutra uciekły z klasztoru w Nimbschen. Marcin Luter pomagał byłym zakonnicom znaleźć dach nad głową oraz szukał dla nich odpowiednich mężów (w przypadku reformatora inicjatywa matrymonialna wyszła nie od niego samego, a od Katarzyny).
Luter miał kilkoro dzieci:
- Jan (7 czerwca 1526 – 27 października 1575) – wykształcony humanista, wysoki urzędnik księcia Saksonii, utrzymujący bliskie kontakty z dworem księcia Albrechta w Królewcu i pochowany w tamtejszym kościele staromiejskim
- Elżbieta (10 grudnia 1527 – 3 sierpnia 1528)
- Magdalena (4 maja 1529 – 20 września 1542)
- Marcin (7 listopada 1531 – 4 marca 1565)
- Paweł (28 stycznia 1533 – 8 marca 1593)
- Małgorzata (17 grudnia 1534 – 1570) żona Georga von Kunheim, zamieszkała w pobliżu Mühlhausen w Prusach Książęcych i tam pochowana.

Wiadomo też, że kilkoro dzieci – jak często bywało w tamtych czasach – zmarło zaraz po urodzeniu. Rodzina przyjmowała również pod swój dach dzieci znajomych, którzy zmarli w czasie zarazy.
Małżeństwo mieszkało w „czarnym klasztorze” w Wittenberdze, posiadało również ogródek na przedmieściach oraz majątek Züllsdorf koło Lippendorfu.
Obecnie żyje około 2800 potomków Marcina Lutra, zrzeszonych w Lutheriden-Vereinigung.

## Katolicki obraz Lutra
Katolicki obraz Lutra ewoluował na przestrzeni wieków, od zdecydowanie negatywnego, po akceptację wielu jego teologicznych postulatów przez środowiska modernistyczne. W okresie poreformacyjnym stosunek katolików do Lutra był zdecydowanie negatywny, rodził się on w atmosferze sporów z protestantyzmem. Przedstawiano go jako łotra, burzyciela, buntownika. Ten obraz przetrwał do końca XVIII wieku. Bazowano wtedy na biografii Jana Kochleusza. Jedną z metod Kochleusza było wynajdywanie sprzeczności w pismach Lutra. Nowe próby spojrzenia na Lutra podjęto w końcu XIX wieku. Katoliccy badacze odeszli od opinii Kochleusza, a zaczęli sięgać do pism Lutra. Heinrich Denifle twierdził, że działalność Lutra była zasłoną dla jego niemoralnego stylu życia. Hartmann Grisar twierdził, że Luter nie był upadłym człowiekiem, lecz psychicznie labilnym. Franz Kiefel upatruje przyczyn reformacji w nadużyciach Kościoła. Wyraża nawet podziw dla religijności Lutra i jego talentu pisarskiego. Joseph Lortz nie widział w Lutrze buntownika, lecz kogoś, kto chciał odnowić Kościół. Jego czyn reformacyjny był rezultatem jego osobistych doświadczeń religijnych. Jego zdaniem Luter zwrócił się przeciwko katolicyzmowi, który nie był w pełni katolicki. W ówczesnej teologii istniało zamieszanie i zagubienie. Według Lortza ówczesna teologia w sposób heretycki fałszowała wiele prawd katolickich. Jednocześnie zarzucił Lutrowi zacietrzewienie i izolowanie Listów Pawła od pozostałych ksiąg biblijnych.
W XX wieku część teologów katolickich rehabilitowało Lutra (m.in. Hans Küng). Thomas Sartory zauważył, że Luter nie był systematykiem, a kerygmatykiem, którego interesował człowiek stojący przed Bogiem. Louis Bouyer w swoich pismach wykazywał, że zasady reformacji: sola gratia, sola fides i sola Scriptura nie były reformacyjną innowacją, można je znaleźć na soborach, synodach i w pismach największych scholastyków. Nauka o usprawiedliwieniu w Chrystusie przez samą wiarę jest całkowicie zgodna z tradycją katolicką. Katolicy powinni przylgnąć do tej nauki, traktując ją jako cenne katolickie bogactwo. Jan Paweł II w 500-letnią rocznicę urodzin Lutra zalecił rozważenie skutków reformacji w prawdzie i miłości chrześcijańskiej. Celem badań historycznych ma być uzyskanie właściwego obrazu Lutra, pozbawionego uprzedzeń. „Nie powinniśmy ulegać pokusie, by stawać się sędziami historii”. Benedykt XVI w 2011 roku na spotkaniu z Radą Kościoła Ewangelickiego w Niemczech w Erfurcie powiedział, że myśl Lutra i jego duchowość były całkowicie chrystocentryczne. W dobie sekularyzacji należy „wierzyć głębiej i żywiej” i właśnie Luter według Benedykta XVI jest wzorem takiej wiary.

## Pomnik
Marcin Luter jest upamiętniany przez ewangelików pomnikami. Jedyny zachowany monument w Polsce znajduje się w Bielsku-Białej. Pomniki Lutra w Gdańsku i Brzegu zostały zniszczone krótko po zakończeniu II wojny światowej.